# Richard Johnson (skådespelare)
Richard Johnson, född 30 juli 1927 i Upminster, Essex, död 6 juni 2015 i London, var en brittisk skådespelare.
Han kom med i John Gielguds teaterkompani 1944, innan tjänstgöring i Royal Navy 1945-1948.
Denne mörke, stilige skådespelare har sedan medverkat i en rad filmer och i TV, och även haft framgångar på scenen, bland annat med Royal Shakespeare Company. Bland hans mest kända filmer märks På främmande mark (1965) och De fyra fjädrarna (1978). Han medverkade även i ett par avsnitt av den svenska TV-serien Rederiet (2000).
Åren 1965-1966 var han gift med skådespelaren Kim Novak.

## Filmografi i urval
- 1963 – Det spökar på Hill House
- 1965 – Ett lättfärdigt stycke
- 1965 – På främmande mark
- 1967 – Mr Drummond och djävulens agenter
- 1976 – Helvetet i skyn
- 1978 – De fyra fjädrarna
- 1979 – Zombi 2
- 1990 – Skattkammarön
- 1998 – Ivar Kreuger (TV-serie)
- 2000 - Rederiet (gästroll i TV-serie)
- 2008 – Pojken i randig pyjamas